# Sinagoga Nożyk di Varsavia

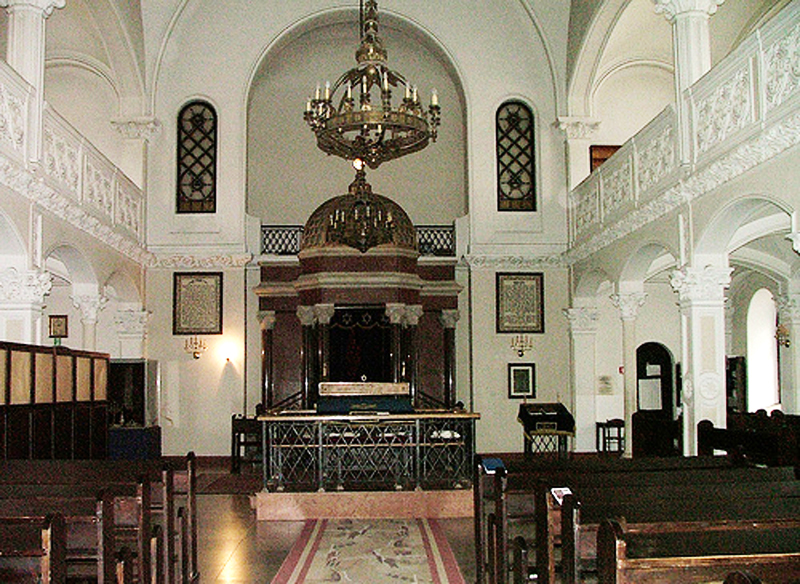
L'interno

La sinagoga Nożyk di Varsavia, costruita nel 1898-1902 in stile neobizantino, è l'unica sinagoga nel centro di Varsavia in Polonia ad essere sopravvissuta alle distruzioni dell'Olocausto.

## Storia
La sinagoga su via Twarda nacque da un'iniziativa privata di Zalman e Ryfka Nożyk, una ricca famiglia di mercanti ebrei residenti nel quartiere attorno a piazza Grzybowski a Varsavia. Il progetto fu affidato al noto architetto Karol Kozłowski, autore anche del Palazzo della Filarmonica di Varsavia. I lavori furono completati tra il 1898 e il 1902. La cerimonia di inaugurazione avvenne il 26 maggio 1902.
L'edificio presenta una facciata di stile eclettico con elementi neobizantini e neorinascimentali. L'interno è a tre navate con ampi matronei sopraelevati e una capacità di 600 posti a sedere.
La sinagoga privata era riservata ad una classe media di proprietari di immobili, negozi e piccoli laboratori che potevano permettersi di acquistarvi il posto, mentre i non-membri e i poveri erano ammessi solo ad alcune funzioni mattutine.

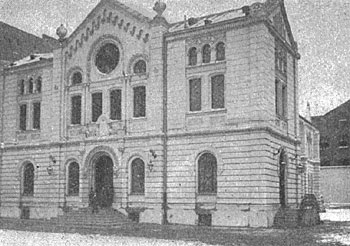
La sinagoga nel 1909
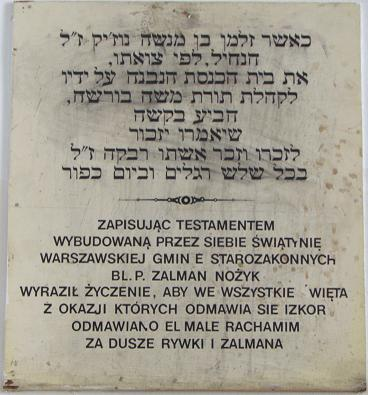
Lapide commemorativa

Nel 1914 la famiglia Nożyk donò la sinagoga alla comunità ebraica di Varsavia assieme ad un fondo per il suo mantenimento. Nel 1923 la sinagoga fu ampliata con l'aggiunta di una cantoria, opera di Maurycy Grodzieński.
Con l'occupazione tedesca del 1939 la sinagoga si trovò all'interno del ghetto di Varsavia in cui fu concentrata la popolazione ebraica della città. Inizialmente poté continuare ad essere usata per il culto ma dal 1941 fu definitivamente chiusa ed occupata dalle truppe tedesche che la usarono come stalla e magazzino.
Dopo la guerra, unica sinagoga ad essere sopravvissuta a Varsavia alle distruzioni dell'Olocausto, fu riaperta al culto. La precaria situazione dei pochi ebrei sopravvissuti assieme alle politiche antireligiose delle autorità comuniste fecero sì che la sinagoga, in condizioni di grave degrado, chiudesse nuovamente nel 1968. Soltanto nel 1977 cominciarono i lavori di restauro che portarono il 18 aprile 1983 alla riapertura della sinagoga.
Con la mutata situazione politica determinata dal crollo del regime comunista, una nuova era cominciò per gli ebrei della Polonia. La sinagoga fu sottoposta a nuovi lavori di restauri (i più importanti nel 2001). È oggi luogo di culto, sala da concerti e manifestazioni culturali, sede dell'Unione delle comunità ebraiche della Repubblica di Polonia e della Comunità ebraica di Varsavia.